# Альфа (спецподразделение СБУ)
Группа «А» Центра специальных операций Службы безопасности Украины (полное название — Центр специальных операций по борьбе с терроризмом, защите участников криминального судопроизводства и работников правоохранительных органов) — спецподразделение СБУ. Официально носит наименование «Войсковая часть Е6117».

## Предшествующие события
29 июля 1974 года Председатель КГБ СССР Ю. В. Андропов подписал приказ о создании антитеррористической группы «А» в составе 7 Управления КГБ СССР.
В дальнейшем, в регионах были созданы внештатные группы, которые в основном занимались борьбой с воздушным терроризмом. Вскоре рост числа террористических проявлений обусловил создание в регионах СССР специальных подразделений на штатной основе.
3 марта 1990 года приказом начальника 7 Управления КГБ СССР в Киеве была создана 10 группа группы «А» службы ОДП 7 Управления КГБ СССР (15 сотрудников, командир — П. Ф. Закревский). Зона его ответственности распространялась на территорию Украинской и Молдавской советских социалистических республик.
После провозглашения независимости Украины, 30 мая 1992 года приказом председателя СБУ 10 группа группы «А» была преобразована в службу «С», руководитель которой подчинялся непосредственно председателю СБУ, а в его отсутствие — первому заместителю председателя.
В дальнейшем, началось формирование региональных подразделений. В связи с осложнением криминальной обстановки, бойцы спецподразделения привлекались к операциям против организованных преступных групп, проводили задержание вооружённых преступников и криминальных авторитетов, освобождение заложников и др.

## История

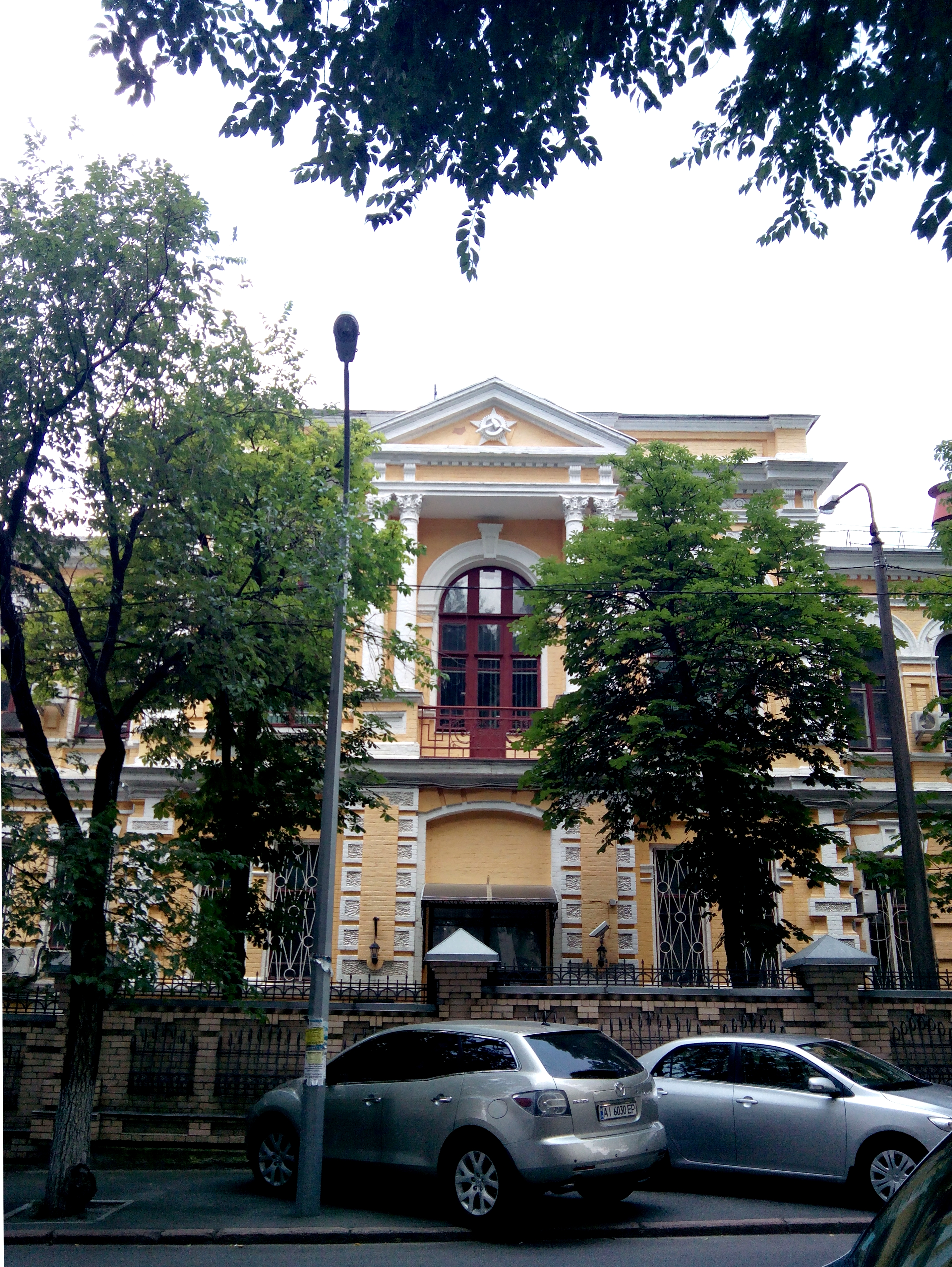
Ул. Большая Васильковская, 96

23 июня 1994 года указом Президента Украины на базе службы «С» СБУ было создано Управление «А» СБУ. Его руководителем стал В. В. Крутов.
11 декабря 1998 года был создан Антитеррористический центр СБУ, в состав которого вошла группа «А».
28 мая 1998 года (в соответствии с указом президента Украины № 546/98 от 27 мая 1998 года) управление «А» СБУ возглавил генерал-лейтенант А. С. Бирсан
30 ноября 2000 года Управление «А» СБУ было преобразовано в Главное управление «А» СБУ, в составе которого были организованы два управления.
15 июня 2003 года в составе ГУ «А» СБУ было создано третье управление (с дислокацией в городе Симферополь).
С октября 2003 года по апрель 2005 года начальником ГУ «А» СБУ являлся М. Г. Мельников
20 июня 2006 года начальником ГУ «А» СБУ был назначен С. И. Чалый
24 сентября 2007 года указом Президента Украины № 913/2007, Управление «А» было преобразовано в Центр специальных операций борьбы с терроризмом, защиты участников уголовного судопроизводства и сотрудников правоохранительных органов на правах департамента СБУ. В состав ЦСО «А» СБУ входят пять управлений и региональные отделы, базирующиеся в каждом областном центре Украины. В октябре 2007 года начальник ЦСО «А» СБУ Сергей Чалый сообщил в интервью, что сотрудники спецподразделения «Альфа» Службы безопасности Украины в границах программы военно-патриотического воспитания могут начать изучение исторического опыта «рукопашного боя казаков» и гопак.
2 сентября 2009 года, Указом Президента Украины № 697/2009, начальником Центра специальных операций борьбы с терроризмом, защиты участников уголовного судопроизводства и сотрудников правоохранительных органов Службы безопасности Украины назначен полковник А. А. Супрун, ранее проходивший службу в подразделении.
В состав спецподразделения входят кинологическая служба (группа «К» Центра специальных операций «А» Службы безопасности Украины), группа переговорщиков, специализированные отряды парашютистов (группа «Крыло»), боевых пловцов и водолазов, альпинистов, снайперов, пиротехников, специалистов по радиосвязи.

## Деятельность
В общей сложности, только в период с 1994 года до мая 2005 года сотрудники спецподразделения провели 6,5 тысяч оперативных мероприятий, изъяли сотни единиц огнестрельного оружия, ручные гранаты, взрывчатку, наркотические вещества, значительные суммы в гривнах и иностранной валюте.
В период до начала 2010 года сотрудники спецподразделения провели свыше 7 тысяч оперативных мероприятий (включая обеспечение безопасности должностных лиц, задержания и специальные операции).
В период до 28 декабря 2013 года сотрудники спецподразделения провели 12 тысяч оперативных мероприятий.

### Операции
Самой крупной операцией 1991—1994 годов считается операция «Щит Украины», целью которой являлось сопровождение в 1992—1993 годах контейнеров с новой украинской валютой — гривной, напечатанной во Франции, Италии и Канаде, которые переправлялись морским путём и по воздуху.
В 1995 году в Крыму в одном из горных санаториев группа сотрудников спецподразделения задержала организованную преступную группировку — были задержаны 30 человек, изъято оружие, боеприпасы, бронежилеты, специальные технические средства скрытого снятия информации и визуального контроля, крупные суммы денег.
В 1995 году сотрудники спецподразделения участвовали в операции по задержанию преступной группировки в Донецкой области, в ходе которой спецназовцы десантировались с вертолёта.
24 октября 1997 в Херсонской области, группа «А» совместно с спецподразделениями МВД «Беркутом» и «Соколом» провела штурм усадьбы лидера преступной группировки[прояснить], в ходе которого было задержано 36 бандитов.
31 июля 2000 в здании киевского дисциплинарного батальона два нарушителя воинской дисциплины, военнослужащие украинской армии Александр Станкевич и Михаил Невзоров напали на часового, завладели автоматом АКМ с 60 патронами, заперли в камерах 18 человек (конвоира и сослуживцев) и потребовали еды и спиртного. После шестичасовых переговоров, было принято решение о штурме здания, которое осуществили сотрудники киевской «Альфы». В результате штурма, преступники были задержаны.
В 2001 году в ИТК у села Дарьевка Белозёрского района Херсонской области шестеро заключённых захватили двух заложников из числа сотрудников отдела надзора и безопасности, после чего потребовали встречи с прокурором области и представителем Чечни на Украине. Двое суток заложников насильно удерживали в здании электроподстанции на территории промзоны колонии без пищи, только на воде. В результате совместной спецоперации бойцов «Альфы» и группы быстрого реагирования тюремной охраны двое террористов были уничтожены, а главарь банды — дважды судимый за убийства чеченец Калаев — застрелился из самодельного оружия. Один заложник получил непроникающее ранение в живот.
В апреле 2002 года сотрудники «Альфы» были привлечены к участию в операции МВД и Антитеррористического центра СБУ по задержанию трёх преступников, ограбивших 2 апреля 2002 года банк в районе городка Ульцен на территории ФРГ и попытавшихся скрыться на территории Украины. Проводить захват не потребовалось, поскольку преступники сдались милиции после начала переговоров.
В 2003 году в Одессе сотрудники одесской группы «Альфа» задержали вооружённую группу торговцев наркотиками.
В период с 10 февраля 2004 года бойцы «А» СБУ обеспечивают безопасность здания посольства Украины в Ираке и в период с 21 февраля 2004 года — обеспечивают безопасность сотрудников посольства Украины в Ираке. Ротации групп проходили каждые полгода; только в период до июня 2009 года службу в Ираке прошли более ста сотрудников, а всего через командировку в Ираке прошло свыше 190 сотрудников ЦСО «А» СБУ.
После того, как 17 марта 2008 года СБУ возбудила уголовное дело по факту хищения должностными лицами харьковской мэрии 1,5 млн гривен, 18 марта 2008 года сотрудники «Альфы» обеспечивали физическую защиту сотрудников СБУ при проведении следственных действий и выемке документов в здании городской администрации Харькова.
13 февраля 2009 президент Украины В. А. Ющенко заявил о намерении направить группу сотрудников «Альфы» для борьбы с пиратством в Аденском заливе. 20 ноября 2009 года правительством Украины было принято решение принять участие в операции военно-морских сил стран Евросоюза «Atalanta» по противодействию пиратству в Аденском заливе и у побережья Африканского Рога, направив в состав коалиционных сил до 30 сотрудников спецподразделения «Альфа»; в середине декабря 2009 года 25 сотрудников «Альфы» были подготовлены для участия в операции, в январе 2010 года было принято решение, что они будут размещены в Кении, на военной базе военно-морских сил Кении в Момбасе.
После того, как 2 марта 2009 года СБУ возбудила уголовное дело по факту хищения должностными лицами НАК «Нафтогаз Украины» 6,3 млрд кубометров транзитного природного газа, 4 марта 2009 года сотрудники «Альфы» обеспечивали физическую защиту сотрудников СБУ при проведении следственных действий и выемке документов в офисе компании «Нафтогаз Украины», а 5 марта 2009 года — при проведении следственных действий и выемке документов в офисе компании «Укртрансгаз».
21 марта 2009 в Одессе сотрудники одесской группы «Альфа» под руководством председателя Управления СБУ в Одесской области А. В. Матиоса захватили офис партии «Родина».
В 2009 году сотрудники «Альфы» принимали участие в захвате нарколаборатории по производству амфетамина на Волыни
21 июля 2009 в селе Молочки Чудновского района Житомирской области в ходе совместной операции СБУ и Генеральной прокуратуры сотрудники «Альфы» произвели задержание экс-начальника главного управления уголовного розыска МВД Украины, генерал-лейтенанта милиции А. П. Пукача; в дальнейшем, сотрудники «Альфы» участвовали в охране арестованного.
3 сентября 2009 в Мариуполе сотрудники спецподразделения задержали взяточника-таможенника
15 и 16 февраля 2010 сотрудники «Альфы» обеспечивали физическую защиту сотрудников управления СБУ по Днепропетровской области при проведении следственных действий на территории Павлоградского химического завода.
В марте 2010 в Киеве сотрудники «Альфы» задержали взяточника — офицера милиции, который заперся в кабинете Дарницкого РУВД
22 июня 2010 в Одессе бойцы одесской «Альфы» взяли штурмом офис подпольного конвертационного центра на первом этаже дома на улице Леваневского, в котором проходило «отмывание» денежных средств.
26 декабря 2010 сотрудники «Альфы» произвели задержание экс-министра внутренних дел Украины Ю. В. Луценко.
В феврале 2011 на автодороге Харьков — Щербаковка неподалёку от села Щербаковка сотрудники «Альфы» задержали трёх сотрудников ГАИ, занимавшихся контрабандой.
В ночь с 3 на 4 июня 2011 в посёлке Брилевка Цюрупинского района Херсонской области сотрудники «Альфы» провели задержание организованной преступной группы из 9 человек, которая занималась хищением бензина
1 октября 2011 в Одессе при содействии спецназа МВД Украины бойцы спецподразделения блокировали и взяли штурмом здание гостиницы «Особняк», в котором находились чеченские боевики, за день до этого расстрелявшие двух и ранившие четырёх сотрудников милиции. В результате операции бандиты Аслан Дикаев и Хасан Хадисов (каждый из которых был вооружён автоматом Калашникова, пистолетом ПМ и гранатами Ф-1 и имел значительный запас патронов) были уничтожены. После окончания операции, в здании были собраны 8 единиц оружия, принадлежавшего террористам: три автомата Калашникова и пять пистолетов ПМ. Эта операция является первой антитеррористической операцией в истории украинской «Альфы».
15 декабря 2011 в Киеве сотрудники спецподразделения произвели задержание двух офицеров милиции — начальника Днепровского РУВД и его заместителя по оперативной работе
4 февраля 2012 в Одессе сотрудники «Альфы» задержали двух чеченских боевиков, Адама Осмаева и Асланбека Осмаева, по обвинению в причастности к взрыву самодельного взрывного устройства 4 января 2012 года в квартире на ул. Тираспольской, 24.
25 сентября 2012 в Винницкой области сотрудники спецподразделения произвели задержание группы из пяти наркоторговцев, у которых изъяли две единицы холодного оружия, 200 грамм амфетамина и почти 10 кг марихуаны
11 февраля 2013 в Полтаве сотрудники «Альфы» провели задержание трёх сотрудников Ленинского РОВД, участвовавших в торговле наркотиками, а также изъяли находившиеся у них наркотики растительного и синтетического происхождений на сумму около 1 млн гривен, пистолет, патроны и холодное оружие.
После попытки нападения на участников судебного процесса по делу об убийстве депутата Верховной Рады Е. А. Щербаня 13 февраля 2013 года в здании Апелляционного суда Киева, сотрудники спецподразделения обеспечивали физическую защиту судьи Печерского районного суда Киева Оксаны Царевич, которая вела судебный процесс
2 августа 2013 в Харькове в результате операции, проведённой совместно с сотрудниками прокуратуры Харьковской области, сотрудники спецподразделения задержали трёх наркоторговцев, было изъято 3 единицы огнестрельного оружия и 500 грамм кокаина
10 октября 2013 сотрудники спецподразделения обеспечивали физическую защиту оперативно-следственной группы СБУ при выемке документов из офиса ГК «Укрспецэкспорт»
Сотрудники центра «А» оказались вовлечены в события политического кризиса на Украине 2014 года.
- 18 февраля 2014 Служба безопасности Украины приняла решение о начале проведения антитеррористической операции на территории страны[48]. В ночь с 18 на 19 февраля 2014 года 238 бойцов группы «А» ЦСО СБУ взяли штурмом контролировавшийся активистами Евромайдана Дом профсоюзов. При этом здание было практически полностью уничтожено пожаром, в результате которого погибли 2 протестующих и в возникновении которого противоборствующие стороны обвинили друг друга[49][50].
- 19 февраля в городе Хмельницком несколько тысяч митингующих окружили здание управления СБУ по Хмельницкой области, потребовали встречи с руководством СБУ и предприняли попытку проникнуть в здание. Сотрудники «Альфы» открыли по ним огонь через двери, были ранены четыре человека[51]. Руководство СБУ Хмельницкой области взяло на себя ответственность за стрельбу[52], погибли двое[53].
- Вечером 21 февраля 2014 года руководство СБУ объявило о отмене подготовки к антитеррористической операции[54]; 22 февраля 2014 года командир группы «А» ЦСО СБУ, генерал-майор О. В. Присяжный выступил с заявлением: «Спецподразделение незаконных действий не проводило и не проводит. Оно находится в пункте постоянной дислокации, верное присяге, в политических процессах не участвует».[55]
- 25 февраля 2014 сотрудники спецподразделения отказались разоружить крымский «Беркут»[56][57], сотрудники которого были командированы в Киев и противодействовали активистам Евромайдана[58]
- 28 февраля 2014 генеральная прокуратура Украины объявила в розыск 24 должностных лиц (одним из которых был командир группы «А» ЦСО СБУ, генерал-майор О. В. Присяжный) — как «причастных к массовым убийствам активистов Евромайдана в центре Киева в период с 18 по 22 февраля 2014 года»[59]. Сотрудники «Альфы» выступили с опровержением, а новый руководитель «Альфы» Владимир Чевганюк заявил на заседании парламентской комиссии, что его подчинённые не получали приказа открыть огонь по митингующим[60]. 3 апреля 2014 руководитель СБУ Валентин Наливайченко сообщил, что некоторые сотрудники спецподразделения «Альфа», в феврале 2014 года принимавшие участие в антитеррористической операции в Киеве[61] и объявленные в розыск по обвинению в причастности к расстрелу Евромайдана, скрылись в Крыму[62]. 6 мая 2014 года Временная следственная комиссия Верховной Рады сообщила, что в результате расследования было установлено — ни один из автоматов, имеющихся у силовых ведомств не сходится с пулями, которыми были убиты как митингующие, так и милиция во время событий на Майдане Независимости[63]
- 6 марта 2014 года в Донецке сотрудниками СБУ и «Альфы» был задержан «народный губернатор» Донецкой области П. Ю. Губарев[64]
- В ночь на 13 марта 2014 в Киеве 10 бойцов киевской «Альфы» (в качестве усиления сотрудников киевской милиции и отряда спецназа МВД «Титан») участвовали в разоружении и задержании группы из 38 налётчиков, захвативших офис банка «Укрбизнесбанк» на ул. Московской и попытавшихся вскрыть хранилище наличности[65]. Все налётчики были задержаны, у них изъяли 3 автомата Калашникова, 20 пистолетов ПМ, охотничий карабин «Сайга», ножи и дубинки[66]. Позже, задержанные были освобождены из-под ареста[67].
- В результате политического кризиса и последовавших за ним событий начальник спецподразделения «Альфа» управления СБУ по Донецкой области А. С. Ходаковский поддержал позицию пророссийских активистов, не согласившихся с политикой украинских властей и ситуацией на Евромайдане. Впоследствии вошёл в состав руководителей движения «Патриотические силы Донбасса»[68], а затем возглавил Службу безопасности самопровозглашённой Донецкой Народной Республики[69]
- 17 марта 2014 в Одессе сотрудниками «Альфы» был задержан один из лидеров одесского «Антимайдана», координатор организации «Народная альтернатива» А. В. Давидченко[70][71]
- В ночь с 2 на 3 апреля 2014 сотрудники «Альфы» были привлечены к задержанию сотрудников киевского «Беркута», которых обвинили в стрельбе по активистам Евромайдана 20 февраля 2014 года[72]
- 10 апреля 2014 в Одессе, во время столкновения между участниками митинга, посвящённого 70-летию освобождения Одессы от немецко-фашистских оккупантов, и активистами «Правого сектора», которые переросли в массовую драку у гостиницы «Променада», сотрудники «Альфы» эвакуировали из гостиницы кандидата в президенты Украины О. А. Царёва[73]
- 13 апреля 2014 МВД Украины объявило о начале «антитеррористической операции» в Славянске[74], после начала которой на окраине города имело место боестолкновение с применением огнестрельного оружия. Колонну с сотрудниками «Альфы» обстреляли из автоматов Калашникова, погиб капитан «Альфы» Геннадий Биличенко, ещё три сотрудника спецподразделения были ранены[75].
- 15 апреля 2014 спецподразделение СБУ «Альфа», спецподразделение внутренних войск МВД «Омега» и спецназ МВД Украины заняли аэродром в Краматорске; как сообщил советник министра внутренних дел Украины Станислав Речинский, жертв и пострадавших среди силовиков не имелось[76].
- 26 апреля 2014 три офицера «Альфы» (майор Сергей Потемский, подполковник Ростислав Кияшко и младший сержант Владимир Язвинский), были захвачены сепаратистами «Народного ополчения Донбасса» в Краматорске[77][78]. 1 мая 2014 года два из трёх задержанных спецназовцев были отпущены[79], их обменяли на арестованных ранее сепаратистов[80]
- 30 апреля 2014 руководство спецподразделения было отстранено от командования, а генеральная прокуратура Украины возбудила три уголовных дела в отношении командиров подразделений «Альфы», «которые в условиях боевого приказа отказались выполнять этот приказ» Отстранены были : Онупко А.А., Язвинский В.Д.[81][82].
- 5 мая 2014 в районе Славянска в ходе антитеррористической операции погибли два офицера «Альфы»: заместитель командира регионального отдела «Альфы» Управления СБУ по Сумской области, подполковник Александр Анищенко[83][84] и сотрудник инструкторского отдела «Альфы» Руслан Лужевский[85]; кроме того, был тяжело ранен ст. лейтенант «Альфы» Андрей Резник[86][87].
- 28 мая 2014 в Одессе бойцы спецподразделения СБУ «Альфа» взяли штурмом квартиру активиста Антимайдана в доме № 56а на ул. Космонавтов. Во время штурма активист оказал сопротивление и начал стрелять по спецназовцам из травматического пистолета[88][89]

28 июля 2014 в Международной ассоциации подразделений антитеррора «Альфа» журналистам сообщили, что потери подразделения в ходе «антитеррористической операции» составляют 6 сотрудников погибшими и 41 ранеными. 4 октября 2014 глава СБУ Валентин Наливайченко сообщил журналистам, что за период «антитеррористической операции» погибло 7 сотрудников «Альфы» (шесть офицеров и один прапорщик).
19 декабря 2014 в Черниговской области сотрудники «Альфы» задержали группу из трёх торговцев оружием
9 мая 2015 в Одессе сотрудники киевской и одесской «Альф» с привлечением военнослужащих Национальной гвардии Украины участвовали в операции по задержании разведывательно-диверсионной группы.Младший сержант получил ранения и был госпитализирован.
В сентябре 2015 в Черновицкой области сотрудники «Альфы» и военной прокуратуры задержали организованную группу торговцев оружием из пяти человек, у задержанных изъяли два автомата, 7 гранат и свыше 2 тыс. патронов различного калибра
9 декабря 2015 года в Киеве «Альфа» провела операцию по ликвидации «российской диверсионно-разведывательной группы», в результате которой погибли подполковник спецподразделения Андрей Кузьменко и подозреваемый в сотрудничестве с российскими спецслужбами украинский националист Олег Мужчиль.
С октября 2015 года «Альфа» обеспечивала операцию по уголовному процессу над лидером партии «УКРОП» Геннадием Корбаном.
13 марта 2016  был ранен младший сержант Язвинский В.Д. Который позже перенес несколько операций и клиническую смерть. Он своим телом закрыл от мины несколько бойцов своей роты и детей возле детского сада в Краматорске.
После вторжения России на Украину (2022) принимают активное участие в боевых действиях.

## Комплектование

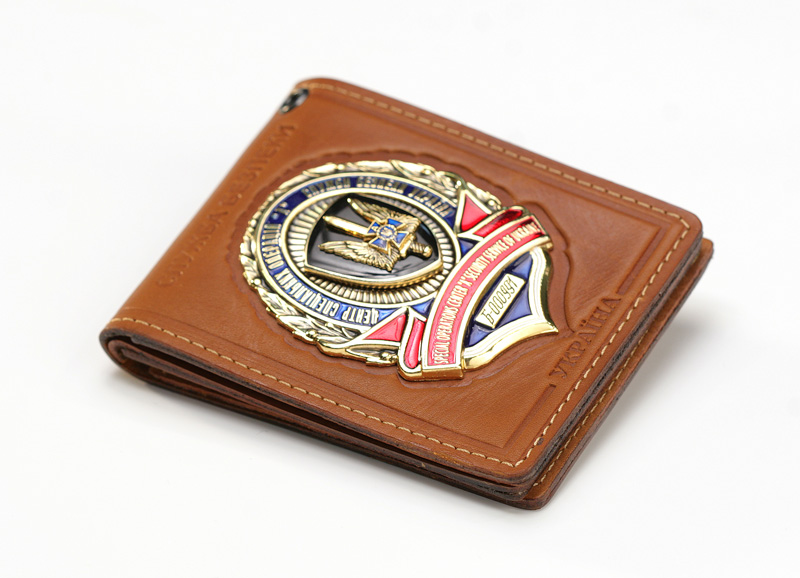
Жетон на служебном удостоверении сотрудника ЦСО СБУ

Комплектование личным составом производится на конкурсной основе. Система отбора соответствует мировой практике кадрового обеспечения оперативно-боевых подразделений по борьбе с терроризмом.
Основные критерии при отборе в «Альфу»: высшее образование, звание кандидата или мастера спорта по контактным видам единоборств или пулевой стрельбе, порядочность, находчивость, умение адаптироваться к изменению ситуации. Бойцом «Альфы» может стать кандидат до 29 лет с последующей сдачей тестов по физической подготовке. Основные нормативы: подтягивание на перекладине — 18 раз, отжимание — 60 раз, приседание — 95 раз, пресс — 85 раз, упор лёжа — 41 раз, бег на 100 метров — 12,04 секунд, бег на 3 километра — 11 минут 20 секунд.
В спецподразделении служат только офицеры
В августе 2015 года среди активистов «Правого сектора» начался отбор кандидатов для пополнения ЦСО «А» СБУ, 22 сентября 2015 лидер «Правого сектора» Дмитрий Ярош сообщил, что после прохождения комиссии для службы в «Альфе» уже отобрали несколько десятков кандидатов из «Правого сектора».

## Вооружение и снаряжение

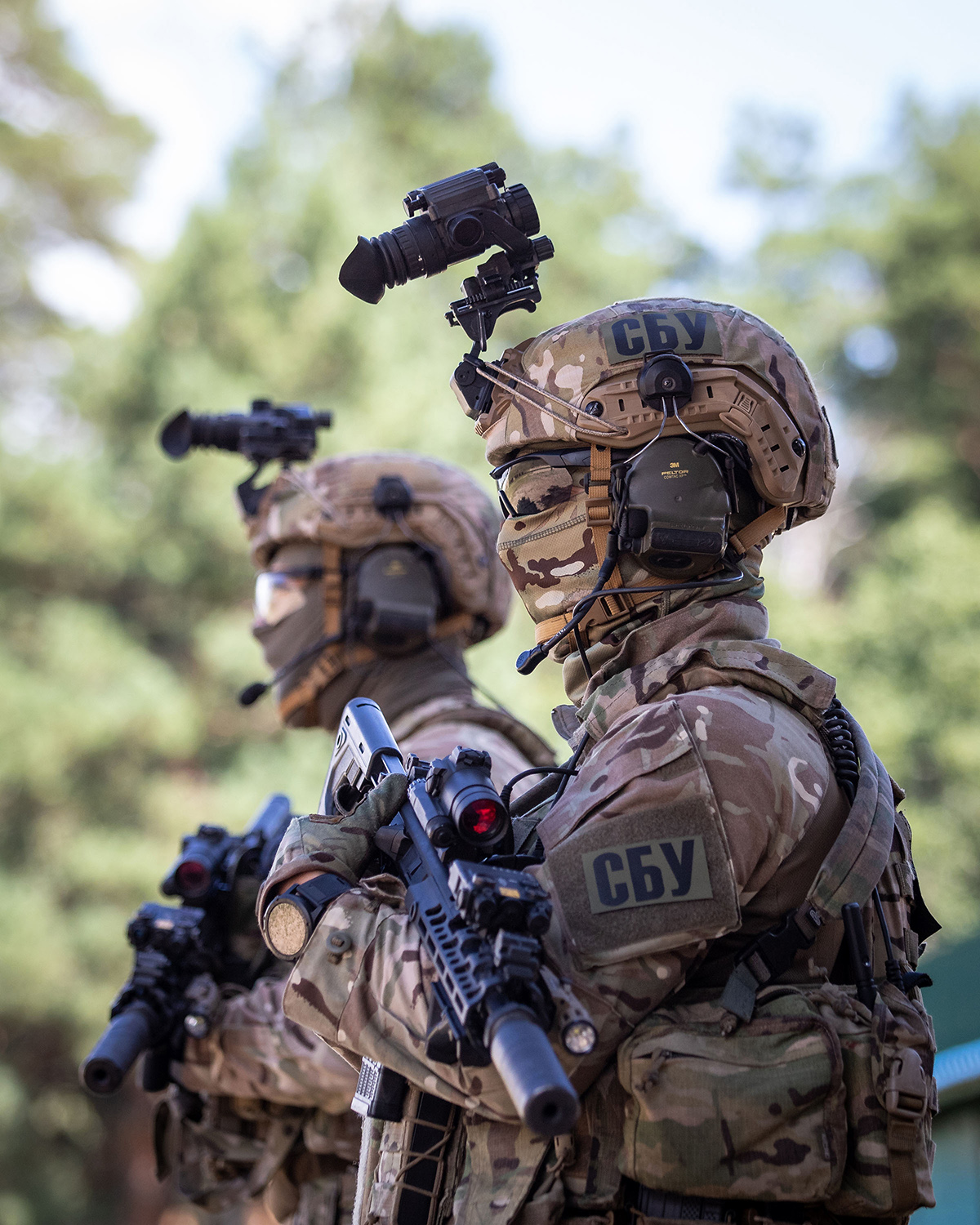
Бойцы управления «А» ЦСО СБУ

По меньшей мере до декабря 1999 года на вооружении «Альфы» находилось только оружие советского производства. В начале 2000-х на вооружение поступили образцы огнестрельного оружия иностранного производства
На вооружении сотрудников группы «А» находится оружие советского, российского, украинского и западного производств:
- Пистолеты: ПМ[5], ПБ, АПС[5], Форт-12[5], Форт-14[1], Форт-17[1], Форт-21, Walther P99[1], HK USP[1], Glock[77], SIG Sauer P226, SIG Sauer P228.
- Автоматы: АК-74, АКСУ, АКМ, АКМС, Zbroyar Z-15 (5.56\223), Sig Sauer MCX (300blk.), Sig Sauer 516(5.56)
- Снайперские винтовки: СВД[105], Sig-Sauer SSG 3000[1], Accuracy International L96A1 / Arctic Warfare, Sako TRG-42, Форт-301, DPMS Panther 308 и Blaser R 93 LRS 2[1], Barrett M82, McMillan TAC-50, Зброяр Z-10.
- Пулемёты: ПКМ
- Гранатомёты: РПГ-22, Форт-600
- Ручные гранаты: РГД-5
- Спецсредства: арбалеты[15], светошумовые боеприпасы[5], АПС, СПП-1, ПСС, С4М, МСП
- Служебные собаки[5]

Средства защиты, снаряжение и экипировка — украинского и иностранного производств: используются украинские бронежилеты семейства «Корсар»; бронежилеты английского производства; лёгкие кевларовые шлемы ЗШМ-2 украинского производства; тяжёлые титановые шлемы Us 95 Titanhelm производства Австрии; пуленепробиваемые щиты; униформа фирмы Propper производства США; обувь фирм 5.11 и Haix. Кроме того, сотрудникам спецподразделения разрешено приобретение предметов экипировки в частном порядке.
Спецподразделение обеспечено автомашинами, в том числе автомобилями повышенной проходимости: два бронеавтомобиля HMMWV M1114 UAH производства США поставлены в марте 2015 года

## Командиры
С момента образования 10-й группы 7-го управления при группе «А» КГБ СССР должности командиров занимали следующие лица
- 1990—1992: полковник Закревский, Пётр Феликсович: начальник 10-й группы 7-го управления КГБ СССР
- 1992—1994: полковник Буйволов, Юрий Иванович, начальник Службы «С» СБУ
- 1994—1998: генерал-лейтенант Крутов, Василий Васильевич, начальник управления «А» СБУ
- 1998—2000: генерал-лейтенант Бирсан, Александр Семёнович, начальник Главного управления «А» СБУ
- 2003: генерал-майор Кожелянко, Виктор Васильевич, начальник Главного управления «А» СБУ
- 2003—2005: генерал-майор Мельников, Михаил Григорьевич, начальник Главного управления «А» СБУ
- 2005—2006: генерал-майор Варганов, Виктор Павлович, начальник Главного управления «А» СБУ
- 2006—2009: генерал-майор Чалый, Сергей Иванович, начальник Главного управления «А» СБУ, с 2007 года начальник Центра специальных операций «А» СБУ
- 2009—2012: генерал-майор Супрун, Андрей Анатольевич, начальник Центра специальных операций «А» СБУ
- 2012 (и.о.): полковник Сирык, Константин Николаевич
- 2012—2014: генерал-майор Присяжный, Олег Владимирович, начальник Центра специальных операций «А» СБУ
- 2014 (и.о.): полковник Човганюк, Владимир Иванович
- 2014—2015: полковник Кузнецов, Геннадий Иванович
- 2015—2020: генерал-лейтенант Устименко, Александр Владимирович